# Пензенское
Пе́нзенское — село в Томаринском городском округе Сахалинской области России.

## География
Село находится на берегу Татарского пролива в устье реки Черемшанка, на расстоянии 16 км к северо-востоку от города Томари, административного центра округа.

## История
До 1945 года принадлежало японскому губернаторству Карафуто и называлось Наёри (яп. 名寄). После передачи Южного Сахалина СССР село 15 октября 1947 года получило современное название — по предложению новых жителей, переселенцев из Пензенской области.

## Население
| 1925 | 1935  | 2002 | 2010 | 2013 | 2021 |
| ---- | ----- | ---- | ---- | ---- | ---- |
| 1684 | ↘1490 | ↘596 | ↘482 | ↘472 | ↘439 |

### Половой состав
Согласно результатам переписи 2002 года, в селе проживало 596 человек (281 мужчина и 315 женщин).

### Национальный состав
Согласно результатам переписи 2002 года, в национальной структуре населения русские составляли 87 % из 596 чел.

## Улицы
| - ул. Вокзальная, - ул. Луговая, - пер. Луговой, | - ул. Новая, - ул. Просторная, - ул. Рабочая, | - ул. Сахалинская, - ул. Советская, - ул. Черёмушки. |

## Транспорт
В селе расположена станция Пензенская Сахалинского региона Дальневосточной железной дороги.